# Alyssa Barlow
Alyssa Katherine Nicole Barlow (Elgin, Illinois, 4 de janeiro de 1982) filha do casal Vince e Mary Ann Barlow, era a baixista e tecladista na banda de rock cristão BarlowGirl. Ela também divide os vocais com sua irmã Lauren Barlow. A terceira membra da banda é a também sua irmã Rebecca Barlow. Elas lançaram 5 álbuns juntas, o último com composições inéditas Love & War.
Ela, junto com suas irmãs foram as embaixadoras do Dia Nacional da Oração 2007. Ela sonhava em fazer teatro, até que foi diagnosticada com uma doença chamada Distrofia Simpático Reflexa, conhecida como DSR. Essa doença faz com que os nervos trabalhem exageradamente. Os médicos disseram que ela nunca poderia andar normalmente outra vez e que acabaria numa cadeira de rodas. Através da fé em Deus e da persistência de seus pais, Alyssa foi convencida a tentar mudar essa situação por conta própria, então começou uma dolorosa jornada na piscina de sua casa.
“Então eu fui à piscina no segundo dia. No terceiro dia, estava chovendo tanto que eu decidi tentar andar lá dentro. Eu soltei uma muleta e comecei a andar. Foi doloroso, mas eu senti que Deus estava trabalhando no meu coração. Eu queria ver quem era o meu Deus. Eu queria saber que ele cuida de mim. Então soltei a segunda muleta. Eu nunca a peguei novamente. Eu estava curada!” Disse ela em uma entrevista,testemunhando sobre o milagre que Deus fez em sua vida.
Alyssa estudou em casa da 4ª série em diante.